# NOS4A2 (televíziós sorozat)
A NOS4A2 (ejtsd: Nosferatu) 2019-ben bemutatott amerikai televíziós sorozat, ami Joe Hill azonos című regénye alapján készült. A műsor alkotója Jami O'Brien, a történet pedig egy munkásosztálybeli művészről, aki egy természetfeletti lényt próbál megállítani. A főbb szerepekben Ashleigh Cummings, Zachary Quinto, Jahkara J. Smith, Ólafur Darri Ólafsson és Virginia Kull látható.
A sorozatot az Amerikai Egyesült Államokban az AMC sugározta 2019. június 2. és 2020. augusztus 23. között. Magyarországon szintén a hazai AMC mutatta be 2019. június 3-án.

## Cselekmény
Victoria "Vic" McQueen munkásosztálybeli művész, aki egy különleges képesség révén képes nyomon követni egy halhatatlant, Charlie Manxet. Manx gyerekek lelkéből táplálkozik, akiknek létre is hoz egy Christmasland nevű helyet, ahol minden nap Karácsony van és kötelező boldognak lenni. Vic megpróbálja megállítani Charlie-t és kiszabadítani az áldozatait, elkerülve közben hogy ő is a férfi áldazatává válljon.

## Szereplők
| Szereplő        | Színész               | Magyar hang         |
| --------------- | --------------------- | ------------------- |
| Vic McQueen     | Ashleigh Cummings     | Csifó Dorina        |
| Bing Partridge  | Ólafur Darri Ólafsson | Schneider Zoltán    |
| Maggie Leigh    | Jahkara Smith         | Mikecz Estilla      |
| Chris McQueen   | Ebon Moss-Bachrach    | Makranczi Zalán     |
| Linda McQueen   | Virginia Kull         | Ligeti Kovács Judit |
| Charlie Manx    | Zachary Quinto        | Varga Gábor         |
| Craig           | Dalton Harrod         | Jéger Zsombor       |
| Bly seriff      | Chris McKinney        | Vida Péter          |
| Tiffany Jones   | Jamie Neumann         |                     |
| Drew            | Rarmian Newton        | Fehér Tibor         |
| Willa           | Paulina Singer        | Lamboni Anna        |
| Angela Brewster | Karen Pittman         | Ősi Ildikó          |
| Haley Smith     | Darby Camp            | Kobela Kíra         |
| Daniel Moore    | Asher Miles Fallica   | Maszlag Bálint      |
| Ives            | Michael Maize         | Király Adrián       |
| Karen Moore     | Megan McQuillan       | Németh Kriszta      |
| Mary Simonson   | Sonnie Brown          | Kiss Erika          |

## Epizódok
| Évad | Évad | Részek száma | Részek száma | Eredeti sugárzás | Eredeti sugárzás    | Eredeti adó | Magyar sugárzás | Magyar sugárzás  | Magyar adó |
| Évad | Évad | Részek száma | Részek száma | Évadbemutató     | Évadzáró            | Eredeti adó | Évadbemutató    | Évadzáró         | Magyar adó |
| ---- | ---- | ------------ | ------------ | ---------------- | ------------------- | ----------- | --------------- | ---------------- | ---------- |
|      | 1.   | 10           | 10           | 2019. június 2.  | 2019. július 28.    | AMC         | 2019. június 3. | 2019. július 29. | AMC        |
|      | 2.   | 10           | 10           | 2020. június 21. | 2020. augusztus 23. | AMC         | 2021. január 4. | 2021. március 8. | AMC        |

### 1. évad (2019)
| Sor. | Év. | Cím                                                          | Rendező           | Író                | Premier                           | Nézettség   |
| ---- | --- | ------------------------------------------------------------ | ----------------- | ------------------ | --------------------------------- | ----------- |
| 1.   | 1.  | A rövidebb út (The Shorter Way)                              | Kari Skogland     | Jami O'Brien       | 2019. június 2. 2019. június 3.   | 1,11 millió |
| 2.   | 2.  | 'Ne legyen úgy'-ok temetője (The Graveyard of What Might Be) | Kari Skogland     | Mark Richard       | 2019. június 9. 2019. június 10.  | 0,89 millió |
| 3.   | 3.  | A gázálarcos férfi (The Gas Mask Man)                        | John Shiban       | Marcus Gardley     | 2019. június 16. 2019. június 17. | 0,92 millió |
| 4.   | 4.  | Elaltatlak (The House of Sleep)                              | John Shiban       | Megan Mostyn-Brown | 2019. június 23. 2019. június 24. | 0,73 millió |
| 5.   | 5.  | A Wraith (The Wraith)                                        | Tim Southam       | Lucy Thurber       | 2019. június 30. 2019. július 1.  | 0,74 millió |
| 6.   | 6.  | A sötét átjáró (The Dark Tunnels)                            | Tim Southam       | Thomas Brady       | 2019. július 7. 2019. július 8.   | 0,67 millió |
| 7.   | 7.  | Ollót a kódorgónak! (Scissors for the Drifter)               | Jeremy Webb       | Jami O'Brien       | 2019. július 14. 2019. július 15. | 0,66 millió |
| 8.   | 8.  | Parnasszosz (Parnassus)                                      | Jeremy Webb       | Megan Mostyn-Brown | 2019. július 21. 2019. július 22. | 0,78 millió |
| 9.   | 9.  | Vérapó háza (Sleigh House)                                   | Hanelle Culpepper | Thomas Brady       | 2019. július 28. 2019. július 29. | 0,68 millió |
| 10.  | 10. | Gunbarrel (Gunbarrel)                                        | Stefan Schwartz   | Jami O'Brien       | 2019. július 28. 2019. július 29. | 0,68 millió |

### 2. évad (2020)
| Sor. | Év. | Cím                      | Rendező           | Író                | Premier                              | Nézettség   |
| ---- | --- | ------------------------ | ----------------- | ------------------ | ------------------------------------ | ----------- |
| 11.  | 1.  | Rossz anya (Bad Mother)  | John Shiban       | Jami O'Brien       | 2020. június 21. 2021. január 4.     | 0,42 millió |
| 12.  | 2.  | Good Father              | John Shiban       | David Grimm        | 2020. június 28. 2021. január 11.    | 0,43 millió |
| 13.  | 3.  | The Night Road           | Craig Macneill    | Lucy Thurber       | 2020. július 5. 2021. január 18.     | 0,39 millió |
| 14.  | 4.  | The Lake House           | Craig Macneill    | Megan Mostyn-Brown | 2020. július 12. 2021. január 25.    | 0,34 millió |
| 15.  | 5.  | Bruce Wayne McQueen      | Hanelle Culpepper | Thomas Brady       | 2020. július 19. 2021. február 1.    | 0,41 millió |
| 16.  | 6.  | The Hourglass            | Hanelle Culpepper | Loy A. Webb        | 2020. július 26. 2021. február 8.    | 0,40 millió |
| 17.  | 7.  | Cripple Creek            | Tricia Brock      | A. Rey Pamatmat    | 2020. augusztus 2. 2021. február 15. | 0,36 millió |
| 18.  | 8.  | Chris McQueen            | Tricia Brock      | Megan Mostyn-Brown | 2020. augusztus 9. 2021. február 22. | 0,33 millió |
| 19.  | 9.  | Welcome to Christmasland | Toa Fraser        | Thomas Brady       | 2020. augusztus 16. 2021. március 1. | 0,35 millió |
| 20.  | 10. | Bats                     | Toa Fraser        | Jami O'Brien       | 2020. augusztus 23. 2021. március 8. | 0,35 millió |